# Gare de Ningbo-Est
La gare de Ningbo-Est est une gare ferroviaire chinoise située à Ningbo, dans la province du Zhejiang. Elle a été construite en 2010.